# Compression (formage)
Pour les articles homonymes, voir Compression.
La compression est un changement relatif de longueur (raccourcissement) d'un corps soumis à des forces de compression. En raison des contraires, des relations correspondantes de signes opposés s'appliquent entre la compression et l'étirement (de) .
{\displaystyle \epsilon ={\frac {\Delta L}{L}}<0}
La compression peut être utilisée pour modifier la forme, la longueur ou l’épaisseur des matériaux. Ils conservent leur volume d'origine, à condition que le matériau ne soit pas poreux.

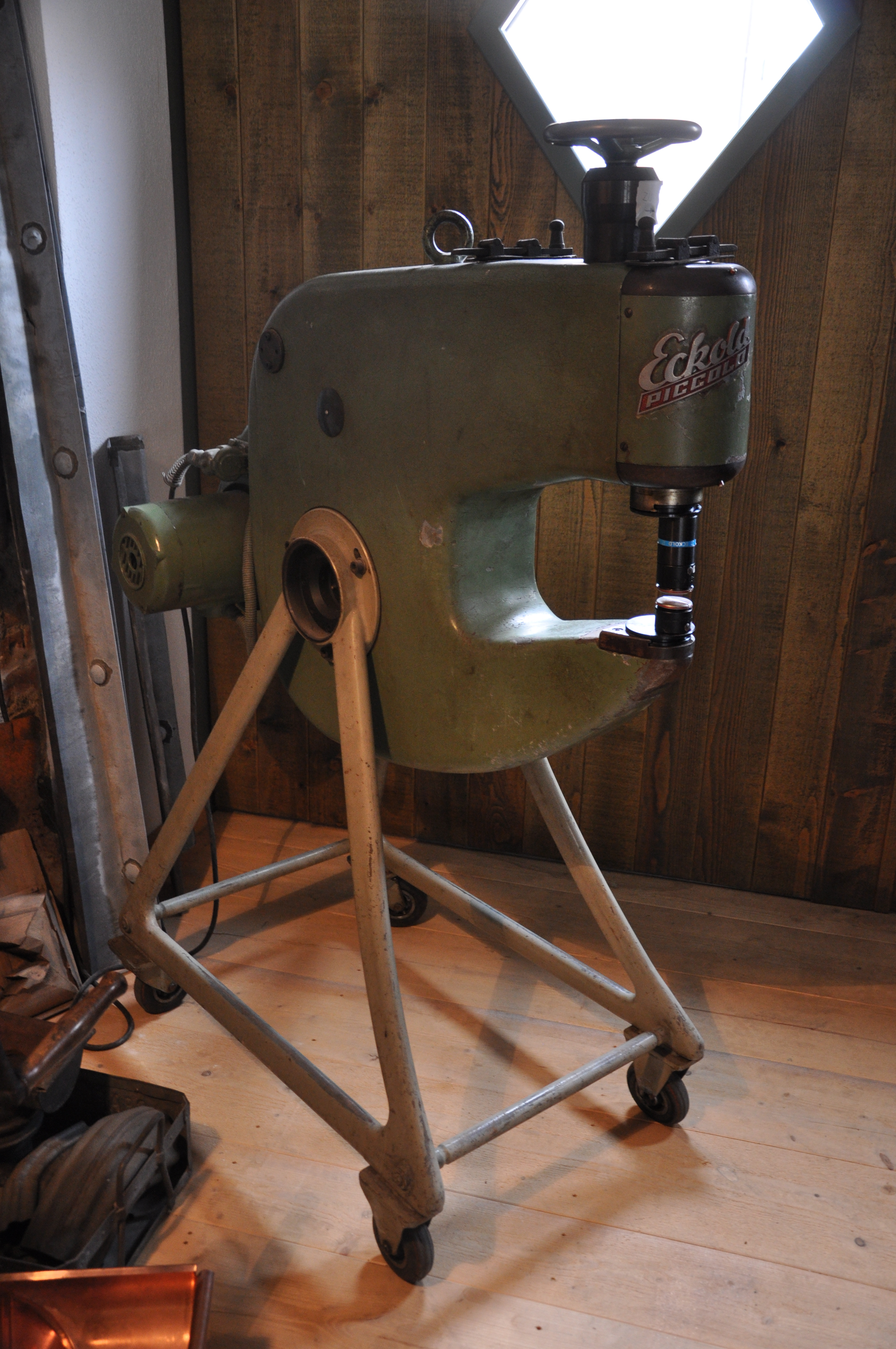
Kraftformer « Eckold piccolo » de 1958

Cela peut également être fait à froid. Un outil spécial a été développé à cet effet vers 1936, l'Eckold Kraftformer (de). Il y a deux mâchoires divisées en bas et en haut, entre lesquelles la feuille est serrée. A l'étape suivante, les mâchoires divisées poussent la tôle l'une contre l'autre dans un mouvement transversal, provoquant ainsi sa compression. Ces formeuses de puissance sont utilisées dans les industries aéronautique et automobile pour produire des pièces en tôle, des membrures et des longerons à partir de tôles de fer et d'alliages d'aluminium.
Le taux de compression est le rapport entre la longueur libre et non guidée d'une pièce de fabrication (de) et son diamètre. Si le taux de compression autorisé est dépassé, il existe un risque de flambage pendant le processus de compression.